# District de Tân Trụ
Tân Trụ est un district de la province de Long An dans la delta du Mékong au sud du Viêt Nam. 

## Géographie
La superficie du district de de Tân Trụ est de 175 km2. 
Le chef lieu du district est Tân Trụ.